# Yoshiobodes arcuatus
Yoshiobodes arcuatus är en kvalsterart som beskrevs av Sandór Mahunka 1987. Yoshiobodes arcuatus ingår i släktet Yoshiobodes och familjen Carabodidae. Inga underarter finns listade i Catalogue of Life.